# Rudý škorpion (film)
Rudý škorpion (v originále Red Scorpion) je americký akční film z roku 1988 s Dolphem Lundgrenem v hlavní roli, který režíroval Joseph Zito. Lundgren hraje sovětského operativce speciálních sil (Specnaz), vyslaného provést atentát na protikomunistického vůdce rebelů v Africe, ale nakonec se přidá k rebelům. Film byl produkován Jackem Abramoffem a natáčen v jihozápadní Africe za podpory apartheidního režimu v Jihoafrické republice. V USA byl uveden 21. dubna 1989. 

## Děj
Poručík Nikolaj Petrovič Račenko, ukrajinský příslušník sovětských speciálních jednotek Specnaz, je vyslán do Afriky, kde sovětské a kubánské síly podporují vládu v boji proti antikomunistickým rebelům. Jeho úkolem je infiltrace hnutí a odstranění vůdce povstalců. Aby se k němu dostal, vyvolá rvačku v místním baru a nechá se zatknout, čímž se dostane do stejné cely jako jeden z rebelských velitelů a získá jeho důvěru při útěku z vězení.
Po příjezdu do tábora povstalců je Račenko přijat s nedůvěrou. V noci se pokusí splnit svůj původní úkol a zabít vůdce rebelů, ale rebelové jeho záměr odhalí a útok překazí. Je dopaden sovětskými důstojníky a za selhání krutě mučen. Podaří se mu uprchnout a v poušti jej najdou domorodí Křováci. Sblíží se s nimi, přijme jejich způsob života a získá ceremoniální jizvu ve tvaru štíra.
Po brutálním útoku sovětských sil na poklidnou komunitu Křováků se Račenko přidává k povstalcům a vede odvetný útok na sovětský tábor. Získá experimentální útočnou pušku a vypořádá se s korupcí ve vlastních řadách. Nakonec dopadne generálplukovníka Olega Vorteka, který se snaží uprchnout ve vrtulníku, ale je sestřelen. Račenko jej porazí a zabije, čímž přispěje k definitivní porážce sovětských sil v zemi.

## Obsazení
- Dolph Lundgren jako poručík Nikolaj Petrovič Račenko
- Al White jako Kallunda Kintash
- M. Emmet Walsh jako Dewey Ferguson
- T. P. McKenna jako generál Oleg Vortek
- Anthony Fridjhon jako generál Alfonso Callaraga
- Irene Stephano jako Edelira Villarin, stenografka
- Carmen Argenziano jako plukovník Hernando Zayas
- Alex Colon jako desátník Ciro Mendez
- Brion James jako seržant Miroslav Krasnov
- Ruben Nthodi jako Ango Sundata
- Nomsa Nene jako Noe Kossongo
- Elijah Dhlamini jako Elano
- Regopstaan jako Gao